# Плотиччя
Плотиччя — озеро у Шацькому районі Волинської області України.
Озеро розташоване на північний схід від селища Шацьк, входячи в каскад протічних озер Люцимер-Кругле-Довге-Плотиччя-Кримно.
Площа озера становить 11,0 га, довжина — 475 м, ширина — 325 м, максимальна глибина — 1,0 м, середня глибина — 0,5 м, об'єм води становить 54,9 тис.м³.
Озеро розташоване в стадії інтенсивного заростання, спостерігається розвиток як надводної (очерет звичайний, рогіз вузьколистий, ситник, осоки) так і підводної (рдесник, елодея канадська, хара) рослинності. Ці зміни в популяціях макрофітів проходять в результаті антропогенного впливу (інтенсивне розорення водозбору озера, внесення міндобрив на сільськогосподарських угіддях, які попадають в озеро, зменшення обводненості водойми внаслідок осушувальної меліорації).
Береги озера низькі, заболочені, зарослі кущами та чорною вільхою служать своєрідною оправою водного дзеркала, яке постійно заростає тілорізом, розрізуючи його на окремі частини.
Озеро дуже евтрофоване, має значний запас сапропелю 549 тис.м³., товщина мулу 10, а місцями — до 14 м. Малі глибини сприяють хорошому прогріву водних мас озера і, тим самим, розвитку фітопланктону, який є кормом для риб. Тут зустрічається окунь, щука, плотва, карась, лин тощо. Свою назву, можливо, озеро одержало від плотви, яка тут є домінантним видом.
Знаходячись віддаленим від населених пунктів озеро приваблює до себе птахів. Тут гніздуються, зупиняються на відпочинок під час міграцій та літніх жировок лиска, крижень, чирки, черні, чорний та річковий крячки, лебідь, мартини, погонич, болотяний лунь тощо.
Рекреаційного пресу як з боку місцевих жителів, так і відвідувачів озеро не має через заболоченість берегів і малі глибини, відіграє дуже велику роль в водному балансі регіону.